# 2035 Stearns
2035 Stearns (1973 SC) là một tiểu hành tinh bay qua Sao Hỏa được phát hiện ngày 21 tháng 9 năm 1973 bởi J. Gibson ở El Leoncito.